# Graham Linehan

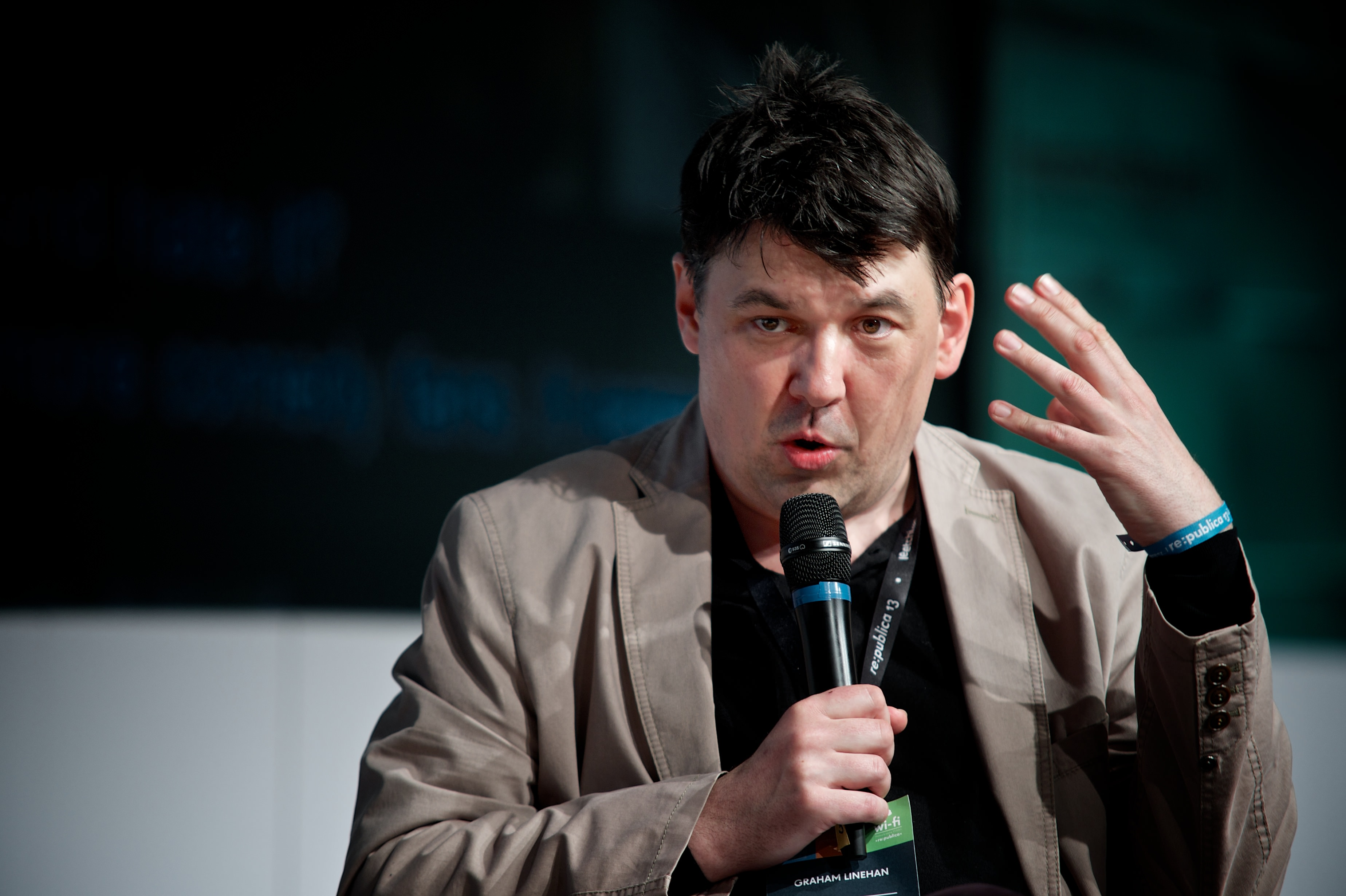
Graham Lineham in 2013.

Graham Linehan (Dublin, 22 mei 1968) is een Ierse schrijver en regisseur van televisieseries die, vaak met schrijfpartner Arthur Mathews verschillende comedyseries geschreven heeft. Hij is vooral bekend van de series Father Ted, Black Books en The IT Crowd.

## Carrière
Na verschillende kleinere projecten was Father Ted zijn grote doorbraak, samen met Mathews. Daarna schreven zij het eerste seizoen van de sketch comedy Big Train. De serie kreeg nog een tweede seizoen, waaraan Linehan niet meegeschreven heeft. Sindsdien heeft hij voor verschillende programma's gewerkt, waaronder Brass Eye. Met Dylan Moran schreef hij het eerste seizoen van Black Books. Aan deze serie heeft ook Mathews meegewerkt.
In Nederland is Linehan vooral bekend voor het schrijven en regisseren van de sitcom The IT Crowd, waarin hij er bewust voor gekozen heeft af te wijken van de mockumentary-trend en terug te keren naar de oude sitcomstijl, live opgenomen voor een publiek in de studio. In november 2008 ontving hij een Emmy Award voor The IT Crowd.
Op 12 december 2009 ontving Linehan de Ronnie Barker Award voor zijn schrijfwerk op de British Comedy Awards, waarbij hij een staande ovatie van het publiek kreeg.
Rond 2018 begon Lineman zich uit te spreken over de cancelcultuur vanuit lgbt-kringen, omdat hij het onrechtvaardig vond dat mensen als Helen Joyce, Kathleen Stock daardoor geviseerd werden. Ook zelf kwam hij omwille van zijn kritiek onder vuur te liggen. In 2020 werd zijn Twitter-account, met op dat moment 656.000 volgers, geblokkeerd vanwege herhaalde overtredingen van regels tegen haatdragend gedrag en platformmanipulatie. Nadat Elon Musk Twitter in 2022 overnam, werd hij gedeblokkeerd. In april 2023 werd Lineman opnieuw verbannen, nadat hij de woorden 'Durr imm gonna kill em. Fuck off Daniel you mens rights activist' had getweet als reactie op een Twitter-gebruiker die verwees naar tegenbetogers op het Let Women Speak-evenement in Belfast. Zijn account werd twee dagen later gedeblokkeerd.

## Boeken
Linehan en Mathews brachten samen het boek Father Ted: The Complete Scripts uit, in oktober 2000. (Paperback – Boxtree – October 20, 2000) ISBN 0-7522-7235-7. Daarnaast hebben ze beiden bijgedragen aan verschillende tijdschriften, waaronder Volume.

## Regie
Linehan heeft het volgende geregisseerd:
- 6 afleveringen van Count Arthur Strong, 2013
- 24 afleveringen van The IT Crowd, 2006-10
- 1 aflevering van Little Britain, 2003
- 6 afleveringen van Black Books, 2000
- 6 afleveringen van Big Train, 1998
- 8 afleveringen van Father Ted, 1997

Linehan maakte zijn debuut als regisseur met de korte horrorkomedie Hello Friend, die ook mede door hem geschreven is. Deze film staat als een van de extra's op de dvd van het eerste seizoen van The IT Crowd.

## Prijzen en nominaties
Uit: IMDb
| Jaar | Genomineerd voor        | Award                           | Categorie                                      | Resultaat   |
| ---- | ----------------------- | ------------------------------- | ---------------------------------------------- | ----------- |
| 1996 | Father Ted              | BAFTAs                          | Best Comedy (Programme or Series)              | gewonnen    |
| 1996 | Father Ted              | Writers' Guild of Great Britain | TV – Situation Comedy                          | gewonnen    |
| 1997 | Father Ted              | BAFTAs                          | Best Comedy (Programme or Series)              | genomineerd |
| 1997 | Harry Enfield and Chums | Writers' Guild of Great Britain | TV – Light Entertainment                       | gewonnen    |
| 1999 | Big Train               | BAFTAs                          | Best Light Entertainment (Programme or Series) | genomineerd |
| 1999 | Father Ted              | BAFTAs                          | Best Comedy (Programme or Series)              | gewonnen    |
| 2001 | Black Books             | BAFTAs                          | Situation Comedy Award                         | gewonnen    |
| 2007 | The IT Crowd            | BAFTAs                          | Best Situation Comedy                          | genomineerd |
| 2008 | The IT Crowd            | BAFTAs                          | Best Situation Comedy                          | genomineerd |
| 2009 | The IT Crowd            | BAFTAs                          | Best Situation Comedy                          | gewonnen    |
| 2009 | The IT Crowd            | IFTAs                           | Best Script for Television                     | gewonnen    |